# Szárd–francia–osztrák háború
A szárd–francia–osztrák háború 1859 áprilisában robbant ki a Szárd–Piemonti Királyság és a vele szövetségre lépett második Francia Császárság, valamint az Osztrák Császárság között. A háborút Cavour gróf, a szárd királyi kormány miniszterelnöke készítette elő, a Savoyai-ház hatalmának kiterjesztése és az itáliai Habsburg és Bourbon birtokok megszerzésének szándékával. Az expanzió tervéhez elnyerte III. Napóleon támogatását is, így a konfliktus európai nagyhatalmi összeütközéssé fejlődött. A szárd királyi hadsereghez (a „piemontiakhoz”) az olasz egységmozgalom (Risorgimento) híveinek tömegei is csatlakoztak. A szemben álló haderőket az uralkodók személyesen vezették.
A Piemont és Lombardia területén 1859 májusa és júliusa közt lefolyt hadjárat során az osztrák haderő jelentős csatákban véres vereségeket szenvedett, ami megnyitotta az utat Itália egyesítése előtt. A rendkívüli emberveszteségek miatt a két császár fegyverszünetet, majd békét kötött, melynek értelmében Ausztria kivonult Lombardiából, amelyet Franciaország átengedett II. Viktor Emánuel szárd–piemonti királynak, cserébe megkapta Savoyát és Nizzát. A békekötést követő évben, 1860-ban megdöntötték a toszkánai, parmai, paviai és modenai hercegségeket és a Nápoly-Szicíliai Királyságot, területeiket a Szárd–Piemonti Királyság kebelezte be. 1861-ben megalakult az egyesített Olasz Királyság.
A szárd–francia–osztrák háborút osztrák és német történészek szárd háborúnak (Sardinischer Krieg) vagy itáliai hadjáratnak (Italienfeldzug) nevezik. Az angolszász szakirodalomban francia–osztrák, néha osztrák–szárd háborúként szerepel. Az olasz történészek a nemzeti egységért vívott háborúk sorába helyezve második olasz függetlenségi háborúnak (seconda guerra di indipendenza italiana) nevezik. A francia történészek egyszerűen csak az 1859-es itáliai hadjáratnak (campagne d'Italie) vagy itáliai háborúnak (guerre d’Italie) hívják. Magyarországon az osztrák–francia, vagy piemonti–osztrák–francia háború elnevezés is használatos.

## Előzmények
A Szárd–Piemonti Királyság először az 1848–49-es forradalmak idején próbálkozott Lombardia és Veneto elfoglalásával, az észak-itáliai hercegségek megszerzésével. Az olasz történetírás ezt a háborút első függetlenségi háborúnak nevezi. Károly Albert király hadserege azonban vereségeket szenvedett Radetzky tábornagy seregeitől. Az Osztrák Császárság ekkor még szilárdan meg tudta védelmezni észak-itáliai érdekeltségeit.
Károly Albert fia, II. Viktor Emánuel király azonban nem tett le az expanziós tervről, hogy az itáliai fejedelemségeket saját koronája alatt egyesítse. Az egyesítést az olasz nemzeti mozgalom, a Risorgimento hívei, és az itáliai liberálisok is támogatták. A király és miniszterelnöke, Cavour gróf a háborús kudarcból azt a (megalapozott) következtetést vonta le, hogy a kis Szárd–Piemonti Királyság saját erejéből nem képes szembeszállni az osztrák nagyhatalommal. Cavour ezért szövetségeseket keresett. Erősítette kapcsolatait Angliával és Franciaországgal. Csapatokat küldött a krími háborúba (1853–56).
A háborút lezáró párizsi békekonferenciát kísérő háttértárgyalásokon Cavour felvetette az olasz egyesítés kérdését. A nagyhatalmak elfogadták az egyesítés szükségességét, de mivel bármilyen akció a Habsburg Birodalom területi épségét csorbította volna (Lombardiában és Venetóban), mind Nagy-Britannia, mind Franciaország elzárkózott az Ausztria elleni fegyveres fellépéstől. Cavour úgy ítélte, III. Napóleon császárt erősen aggasztja az Itáliában lappangó forradalmi hangulat átterjedésének veszélye. Cavour arra a következtetésre jutott, hogy III. Napóleont rá tudja venni az itáliai beavatkozásra.
1858. január 4-én az olasz Felice Orsini bombamerényletet kísérelt meg III. Napóleon ellen. A tett erős visszhangot váltott ki az európai udvarokban, magát III. Napóleont lelke mélyéig megrendítette. Arra a következtetésre jutott – nem utolsósorban Cavour sugalmazására –, hogy támogatnia kell a Savoyai-ház terjeszkedő politikáját, mivel az olasz egység megvalósulása, egy közös uralkodó erős kezű kormányzása megfékezné az itáliai forradalmi mozgalmakat, erősítve a francia monarchia biztonságát.

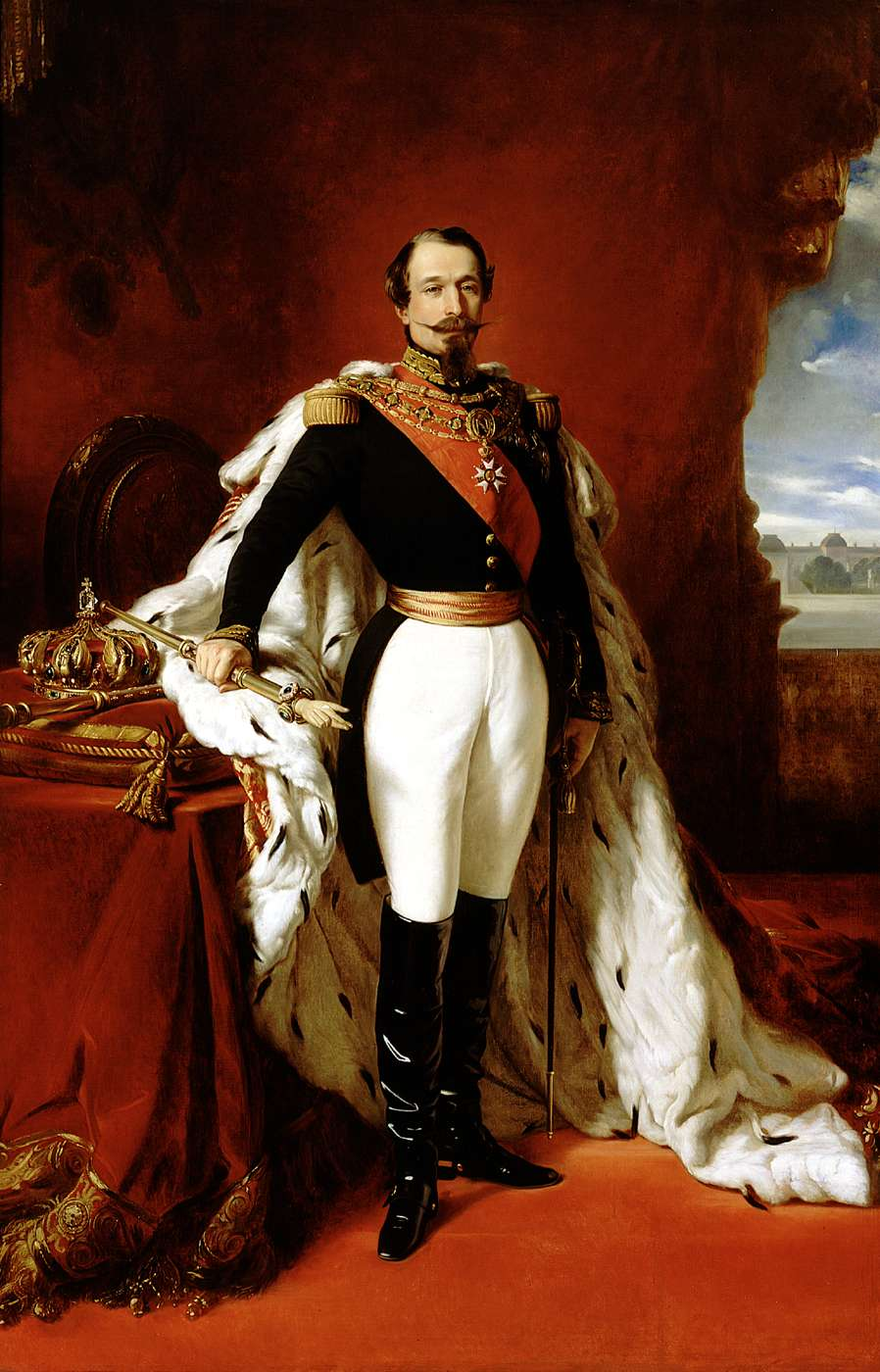
III. Napóleon francia császár
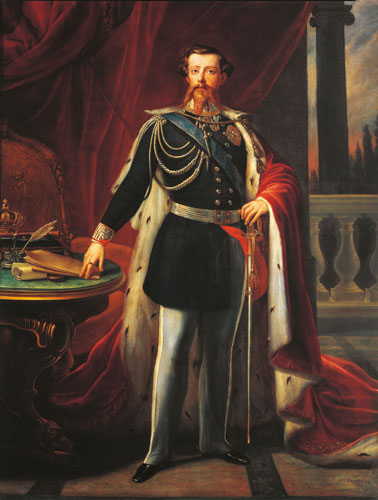
II. Viktor Emánuel szárd–piemonti király
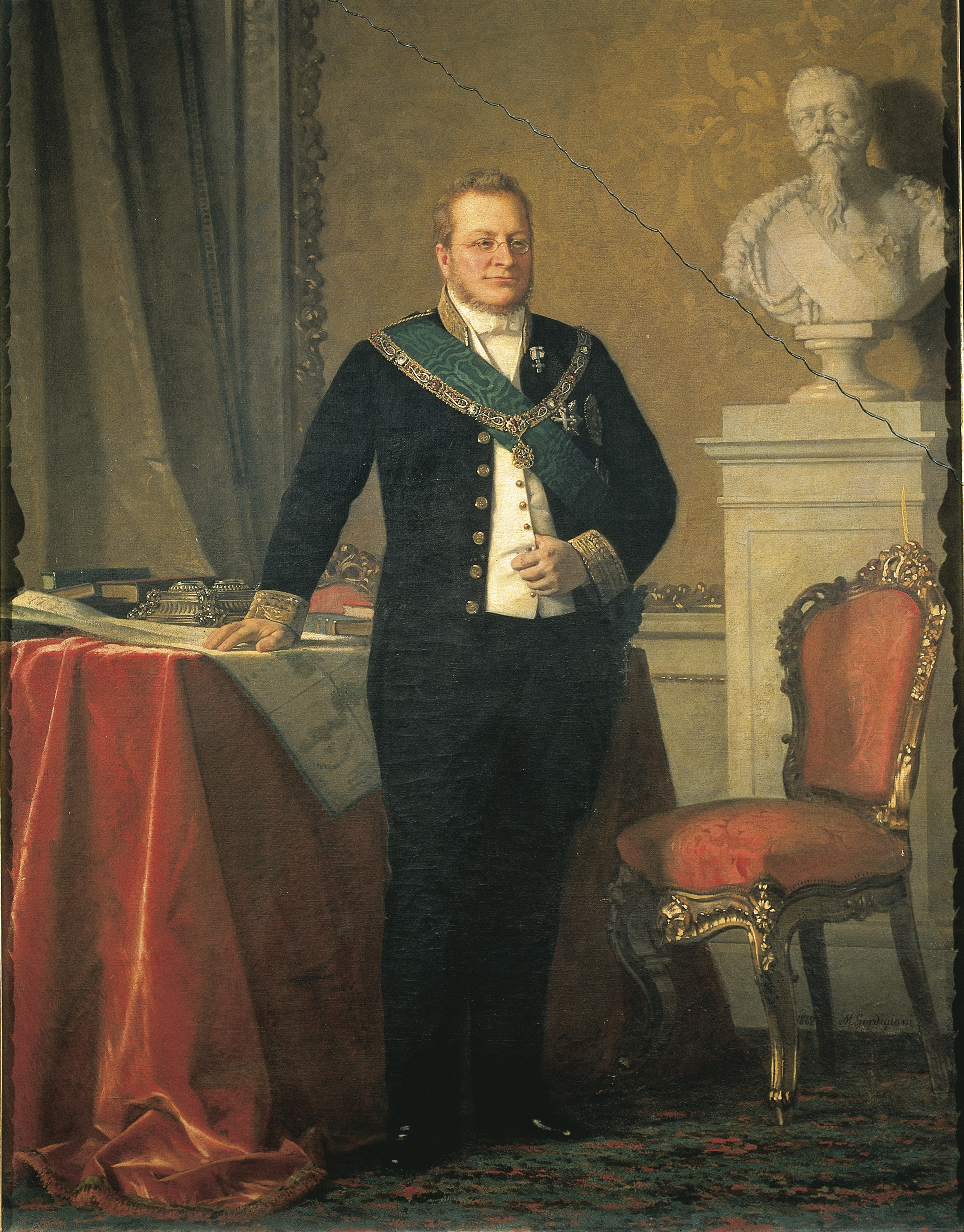
Camillo di Cavour gróf, szárd miniszterelnök
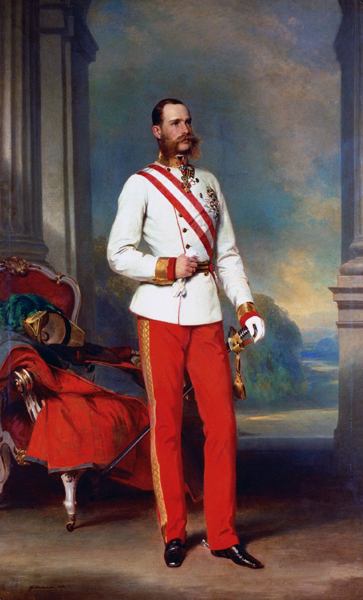
I. Ferenc József osztrák császár

## A háború

### Előkészületek
III. Napóleon és Cavour 1858. július 21-én a lotaringiai Plombières-les-Bains fürdőhelyen, a Hercegi Pavilonban („Pavillon des Princes”) találkoztak. Titkos katonai szövetségi szerződést írtak alá, amelyben a császár elkötelezte magát a Szárd–Piemonti Királyság megvédelmezésére osztrák támadás esetén. Cavour bejelentette igényét egész Észak-Itáliára. A császár elfogadta az olasz konföderáció tervét a pápai állam sérthetetlenségének garantálásával. Cserébe a Szárd–Piemonti Királyság lemondott a Savoyai-ház törzsbirtokáról, a Savoya hercegségéről, és a Nizzai Grófságról a Francia Császárság javára. A titkos szövetségtől mindkét szerződő fél ígéretes előnyöket várt: a szárd–piemonti korona alá juttatni Itáliát, és meggyengíteni Franciaország ősi ellenségét, a Habsburg Birodalmat.
Az uralkodók szövetségét dinasztikus házasságkötéssel is megpecsételték: Napóleon herceg („le prince Napoléon”), azaz Napoléon Joseph Charles Paul Bonaparte tábornok (1822–1891), Jérôme Bonaparte fia, a császár unokafivére, akit gyermekkori beceneve után csak „Plon-Plon generálisnak” csúfoltak, 1859. január 30-án feleségül vette Mária Klotild szárd királyi hercegnőt (1843–1911), II. Viktor Emánuel király legidősebb leányát.

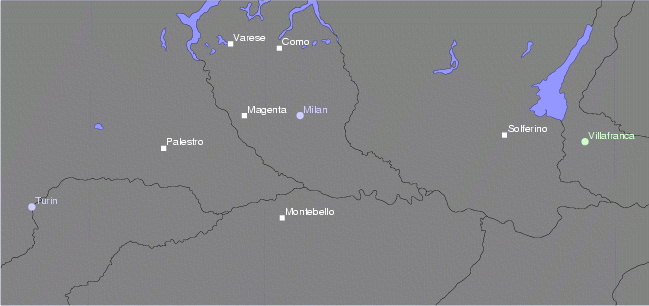
Az itáliai hadszíntér a csatahelyekkel

### A háború kirobbanása
Cavour gróf és III. Napóleon császár politikája ezután arra irányult, hogy Ausztriát ügyes katonai és politikai provokációkkal Piemont megtámadására sarkallják. A diplomáciai testület – és az osztrák küldöttség – tagjai előtt 1859. január 1-jén elmondott újévi üdvözlő beszédében III. Napóleon nyíltan provokálta az Osztrák Császárságot. Hamarosan II. Viktor Emánuel is hasonlóan fenyegető hangnemet ütött meg egy nyilvánosan elmondott beszédében. A következő hónapban Cavour kormányintézkedése provokálta az Osztrák Császárságot. Hazahívták az osztrákok által körözött Mazzinit és Garibaldit, utóbbit megbízták egy hegyivadász hadtest (Cacciatori delle Alpi) szervezésével, ennek soraiba a Lombard–Velencei Királyságból átszökött osztrák alattvalókat is toboroztak, nyilvánosan. A szárd–piemonti hadsereg több provokatív manővert hajtott végre Piemontnak Lombardiával határos vidékén. Ezek hatására az osztrák államvezetésben a háborús párt kerekedett felül, megkezdődött a háborús készülődés. Ez kiváló ürügyet adott Franciaországnak, hogy a közvélemény felé az osztrák támadástól fenyegetett Szárd–Piemonti Királyság védelmezőjének szerepében léphessen fel. Cavour titkos politikai manőverei meghozták gyümölcsüket, sikerült Ausztriát rábírnia, hogy elsőként támadjon.
A nagyhatalmak összeütközését a nemzetközi diplomácia igyekezett megelőzni. 1859 márciusában a Egyesült Királyság párizsi nagykövete, Lord Cowley (1804–1884) Bécsbe utazott, de békítő kísérlete kudarcba fulladt. Oroszország egy nemzetközi békekongresszus összehívására tett javaslatot. Az osztrák kormány értesülve az ellene irányuló plombières-i megállapodásról, tévesen úgy ítélte, hogy a konfliktus okozója valójában a Francia Császárság, amely a szárd elterelő akcióval csak saját fegyverkezését kívánja leplezni. Úgy döntöttek, gyors preventív csapással elintézik a Szárd Királyságot, hogy lépéselőnybe kerüljenek a tényleges ellenféllel, Franciaországgal szemben. Április 19-én az osztrák követ Torinóban ultimátumot nyújtott át a Szárd–Piemonti Királyságnak, amelyben az ország teljes, egyoldalú demilitarizálását követelte 3 napon belül, továbbá azt, hogy az ország mondjon le a tervezett kongresszuson való részvétel jogáról. Ausztria e két előfeltételhez kötötte a tárgyalásokat. A teljességgel elfogadhatatlan ultimátumot – mint arra számítani lehetett – a szárd kormány természetesen elutasította.
A háború kitörésének küszöbén, április 20-án Ferenc József leváltotta túl liberálisnak tartott öccsét, Ferdinánd Miksa főherceget a Lombard–Velencei Királyság főkormányzói tisztségéből, helyére gróf marosnémeti és nádaskai Gyulay Ferenc József cs.-kir. táborszernagyot nevezte ki.
Ausztria haditerve szerint a szárd hadsereg gyors leverése után az Osztrák Császárság és a Német Szövetség egyesített hadereje a Rajnához vonult volna, egy Franciaországra mérendő főcsapásra. Poroszország azonban egyelőre nem kívánt részt venni a Franciaország elleni háborúban, és Bismarck sugallatára a Német Szövetség többi állama is távol maradt a konfliktustól. Ausztria egyedül maradt, így Észak-Itália vált a fő hadszíntérré, az osztrák főerőt itt vonultatták fel, a szárd–piemonti csapatok ellen.

### A szemben álló erők
A itáliai francia haderő 130 000 katonából állt, 5 hadtestbe tagolva: Az I. hadtestet Achille Baraguey d’Hilliers, a II. hadtestet Patrice de Mac-Mahon, a III. hadtestet François Certain de Canrobert, a IV. hadtestet Adolphe Niel tábornok vezette. Az V. hadtest parancsnoka Napoléon Joseph Charles Paul Bonaparte tábornok volt, („le Prince Napoléon”). A hadjáratban részt vett a Császári Gárda (Garde Impériale) is, Auguste Regnaud de Saint-Jean d’Angely tábornok vezetése alatt. Az egész felvonuló francia haderőt maga III. Napóleon császár irányította.
A Szárd–Piemonti Királyság hadserege 70 000 katonát számlált, 5 hadosztályba sorolva. A hadsereget II. Viktor Emánuel király vezette Alfonso La Marmora tábornokra támaszkodva.
Az Osztrák Császárság itáliai hadserege (Südarmee) 220 000 főt számlált, főparancsnoka Gyulay Ferenc táborszernagy volt. A létszám felénél kevesebbet tettek ki a német–osztrák nemzetiségűek, a haderő zömét a Habsburg Birodalom különböző nemzetiségű népei, főképp a magyarok adták. (Fontos megjegyezni, hogy az Osztrák Császárság 1849 utáni háborúiban több magyar katona veszítette életét, mint az 1848–49-es szabadságharc során).

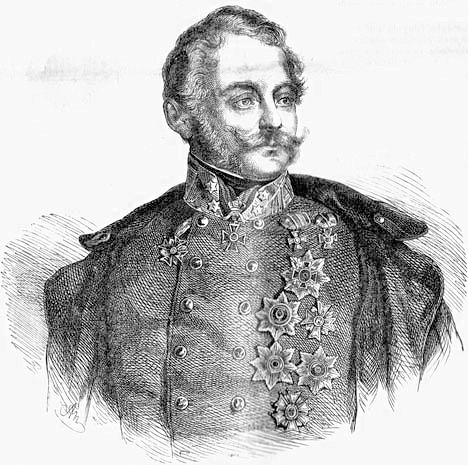
Gyulay Ferenc táborszernagy
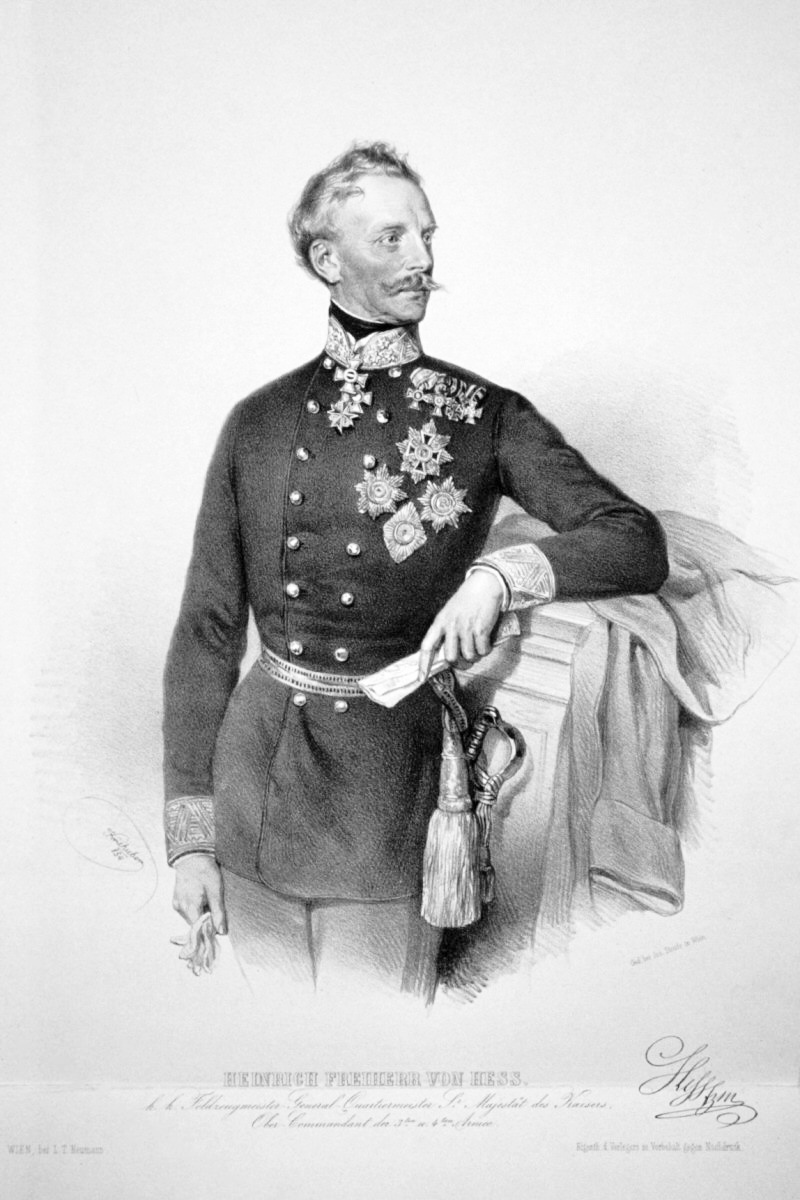
Heinrich von Heß tábornagy
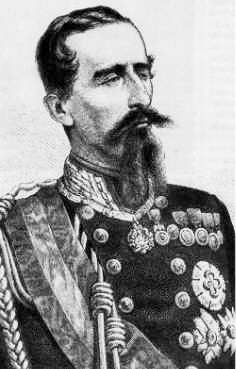
Alfonso La Marmora piemonti tábornok
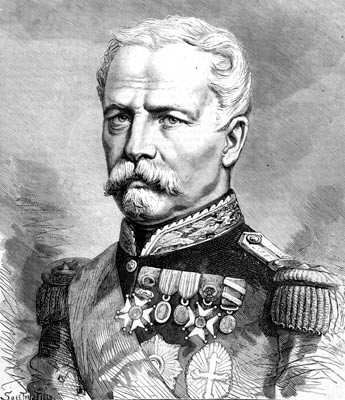
Patrice de Mac-Mahon francia tábornok

### Hadi események
Az ultimátum április 23-án lejárt, de Ausztria 3 nappal meghosszabbította annak határidejét. Április 26-án Ausztria hadat üzent a Szárd–Piemonti Királyságnak. Ferenc József utasítására az osztrák Déli Hadsereg Gyulay táborszernagy parancsnoksága alatt április 29-én átkelt a Tessin (Ticino) határfolyón, és három helyen benyomult Piemontba. Az ultimátum meghosszabbításából eredő késedelem, és a támadási parancs további késleltetése súlyos stratégiai hibának bizonyult, mert a francia hadsereg – megelőzendő a gyors osztrák támadást – már április 23-án, 3 nappal az osztrák hadüzenet előtt megkezdte a bevonulást Piemontba. Gyulay stratégiai előnye elveszett.
Az osztrákok május elejére már 50 km-re megközelítették Torinót. Gyulay egyenként akarta megverni a két haderőt még az egyesülés előtt, de Ferenc József császár egyetlen döntő csatát kívánt. Utasítására Gyulay visszavonult a Mincio folyóhoz, elmulasztva a kedvező alkalmat. A osztrák csapatok Biella és Pavia között hosszú, elnyújtott vonal mentén foglaltak állást. Innen azonnali offenzívát indíthattak volna Torino felé, hogy szétverjék a Szárd–Piemonti Királyság kis létszámú, gyenge haderejét még a francia csapaterősítések megérkezése előtt. Elfoglalhatták volna a stratégiai fontosságú Novi Ligurit a Ligur-tenger partján, elvágva ezzel az egyetlen katonai felvonulási útvonalat, ahol a francia haderő megkerülhette az Alpokat, és segítséget hozhatott a piemonti hadseregnek. Gyulay azonban tétlenül várakozott, miközben Viktor Emánuel csapatai napról napra erősödtek az egész Itáliából hozzá özönlő önkéntesek révén. Hamarosan, május 14-én III. Napóleon is megérkezett csapataival az alessandriai táborba, és átvette az egyesült haderők közös főparancsnokságát.
A tétlenséget a piemonti és francia erők törték meg. Május 26-án Garibaldi alpesi vadász egységei (Cacciatori degli Alpi) Lombardia északi részén Varesénél vereséget mértek az osztrák csapatokra, és előre nyomultak Como felé. Május 29-én a szövetségesek a fő fronton, Pavia tartományban indítottak támadást. Palestro és Vinzaglio térségében május 31-én a palestrói csatában visszavetették az osztrákokat, Milánó védtelenné vált. Gyulay táborszernagy ekkor gyors ütemű visszavonulást rendelt el a székváros felé. Az osztrák hadvezetés négy újabb hadtestet rendelt a hadszíntérre. Június 3-án megérkezett a parancsnokságra Heinrich von Hess osztrák táborszernagy, aki visszavonta Gyulay utasításait, és elrendelte az előrenyomulást a lombardiai Magenta felé. 1859. június 4-én került sor a magentai ütközetre, ahol Gyulay megerősített csapatai vereséget szenvedtek a III. Napóleon és Mac-Mahon tábornok által irányított szövetséges haderőtől. Mac-Mahont a császár tábornaggyá léptette elő, és Magenta hercegévé emelte.
Június 7-én a franciák bevonultak Milánóba. június 8-án piemonti hegyivadászok elfoglalták Bergamót, majd 13-án Bresciát. Június 9-én a milánói községtanács megszavazta Lombardia csatlakozását a Szárd–Piemonti Királysághoz.

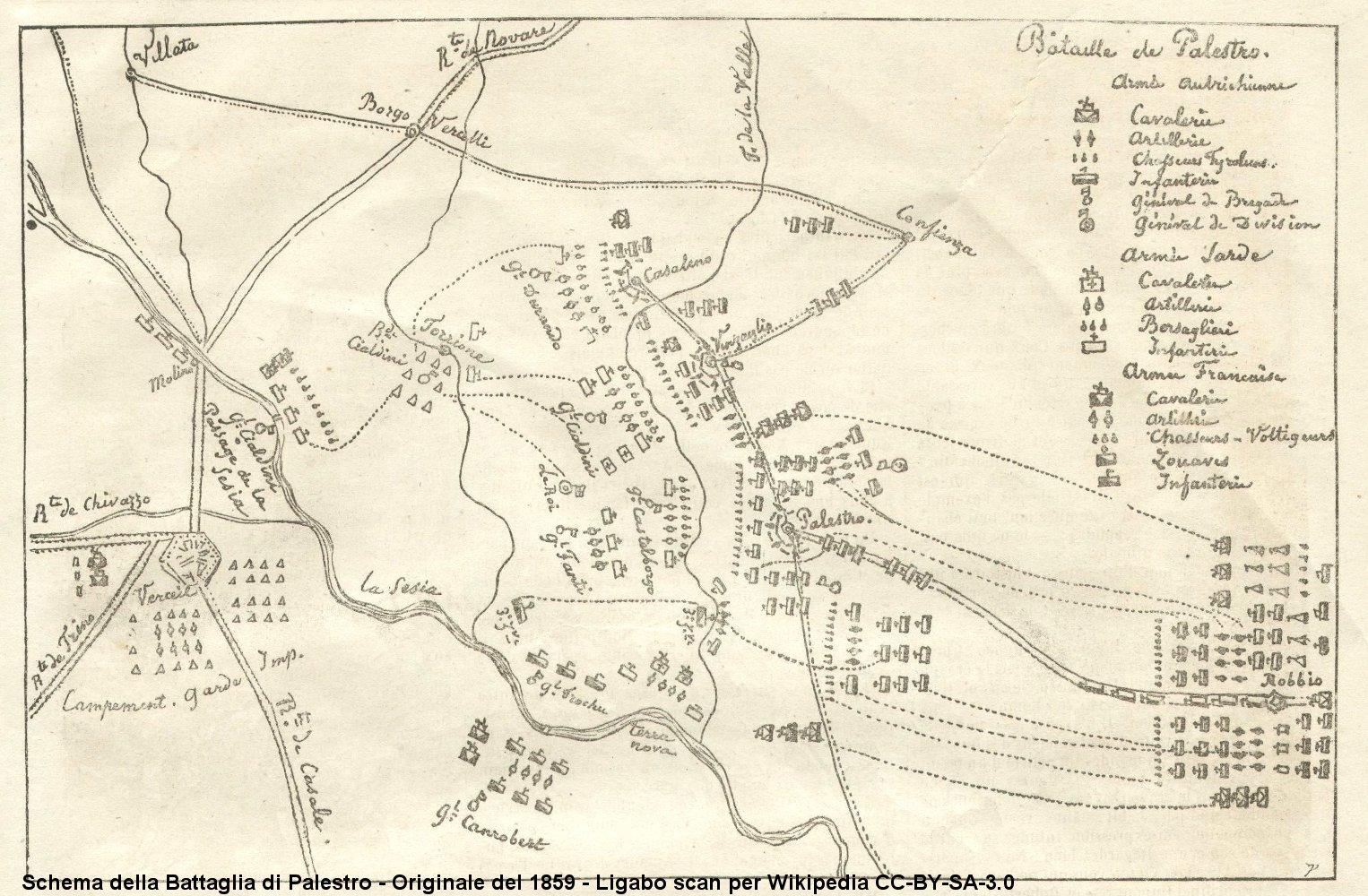
A palestrói csata térképe
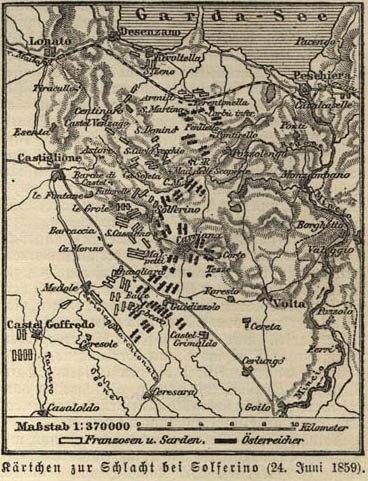
A solferinói csata térképe
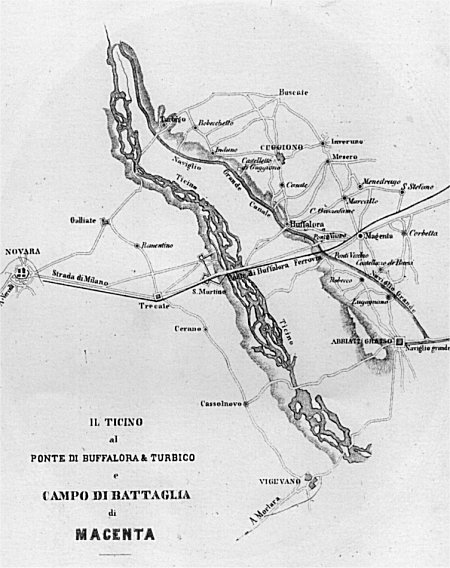
A magentai csata térképe
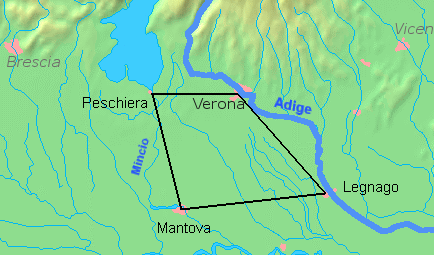
Az Erődnégyszög térképe.

Gyulay csapatai Veneto tartomány határáig, a Mincio folyó mentén fekvő Erődnégyszögbe (Quadrilatero) vonultak vissza. Június 12-én Veronába érkezett a fiatal I. Ferenc József. Június 16-án Gyulayt leváltotta a főparancsnokságról, és saját kezébe vette a főparancsnokságot, Heinrich von Hess táborszernagyra támaszkodva. Gyulay csapataiból és újonnan beérkezett csapatkontingensekből két hadsereget szerveztek. Június 23-án mindkét osztrák hadsereg átlépte a Mincio folyót.
1859. június 24-én a solferinói csatában a 110 000 főnyi osztrák főerő, amely immár az ifjú Ferenc József császár parancsnoksága alatt állt, döntő ütközetbe bocsátkozott a piemonti–francia szövetség 118 600 katonájával, akiket III. Napóleon irányított. Az osztrákok súlyos vereséget szenvedtek. Néhány kilométerrel északabbra, a San Martinó-i csatában Benedek Lajos tábornok VIII. hadteste egyedül szállt szembe II. Viktor Emánuel egész hadseregével. A nehéz harcokban az osztrákok átmeneti sikereket értek el, megvédelmezték Pozzolengót, de az általános helyzet romlása miatt nekik is vissza kellett vonulniuk. A solferinói csata napjaiban Benedek Lajos volt az egyetlen császári tábornok, aki valamilyen részleges sikert el tudott érni. Hősiességéért később megkapta a Katonai Mária Terézia Rend (MMThO) parancsnoki keresztjét.

### A háború lezárása
A véres solferinói ütközet után III. Napóleon, aki saját céljait lényegében elérte, tárgyalásokba kezdett Ferenc Józseffel. Megegyezési készségét erősítette, hogy a francia hadsereg emberveszteségei és a hadjárat költségei a vártnál lényegesebben magasabbra rúgtak. Meggyengült hadseregének súlyos kockázatot jelentett volna egy offenzíva az Erődnégyszög (Quadrilatero) ellen, ahol az osztrák haderő elsáncolta magát Mantova, Peschiera del Garda, Legnago és Verona között. III. Napóleon értesült arról is, hogy az osztrák haderő vereségének hírére a Porosz Királyság és a Német Szövetség 350 000 katonát mozgósított. Ha a francia haderő folytatja előrenyomulását Ausztria felé, ez a haderő Franciaországot hátbatámadással fenyegette volna.

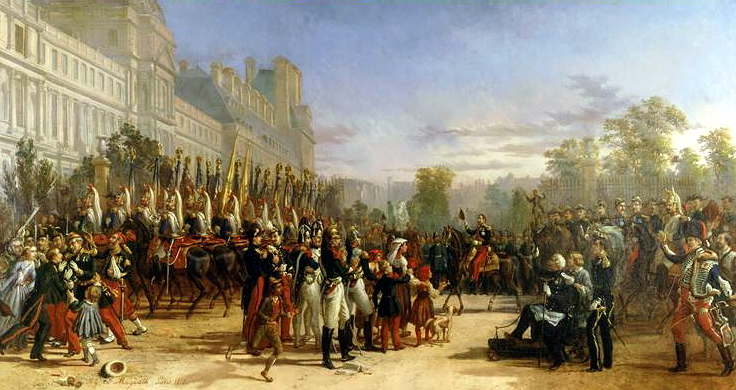
A győztesen hazatérő III. Napóleon fogadása Párizsban

Július 12-én – a szárd–piemonti fél megkérdezése nélkül – a két császár aláírta a villafrancai fegyverszünetet, amelyben Ausztria csak Lombardiáról mondott le (Franciaország javára), de megtarthatta Venetó tartományt és – Cavour nagy csalódására – a stratégiai fontosságú Erődnégyszöget is. Az 1859. november 10-én megkötött zürichi békeszerződés, amit már II. Viktor Emánuel is aláírt, ezt a megegyezést hagyta helyben. Lombardiát, a háború egyetlen gyümölcsét Franciaország átengedte a Szárd-Piemonti Királyságnak, cserébe – a szövetségi szerződés értelmében – megszerezte Savoyát és a Nizzai Grófságot.
A véres solferinói csatát humanitárius katasztrófa is kísérte. Kiütközött a tömeghadseregek egészségügyi ellátó szolgálatainak teljes elavultsága. Sok, egyébként gyógyítható sebesült és beteg katona halt meg a rossz higiéniai viszonyok, az elégtelen orvosi ellátás, a gyógyszer- és kötszerhiány miatt. Egy véletlenül arra utazó fiatal svájci üzletembert, Jean-Henri Dunant-t olyan mértékig megrendítették a látottak, hogy útjának eredeti célját feladva, napokon át a szenvedők sorsának enyhítésén és segélyszállítmányok megszervezésén dolgozott. Hazatérve „Emlékezés Solferinóra” („Un souvenir de Solférino”) címmel megírta tapasztalatait (1862). Egy évvel később barátaival és támogatóival együtt Genfben megalapította a sebesült katonákat segítő nemzetközi bizottságot (Comité international de secours aux militaires blessés), amelynek 1864-ben már első kongresszusát is megtarthatták. A szervezet nevét 1876-ban Nemzetközi Vöröskeresztre (Comité international de la Croix-Rouge) változtatták. Jószolgálati tevékenységét a Vöröskereszt később kiterjesztette a hadifoglyokra, a nem harcoló civil sebesültekre és menekültekre, háborúk és elemi csapások áldozataira is. Alapítójának Henri Dunant-t tekintjük.

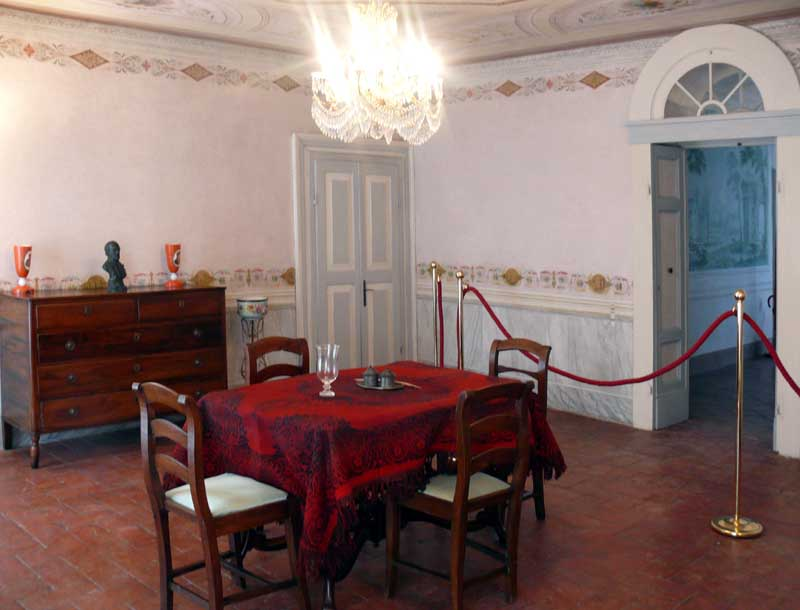
A villafrancai tárgyalások helyszíne.
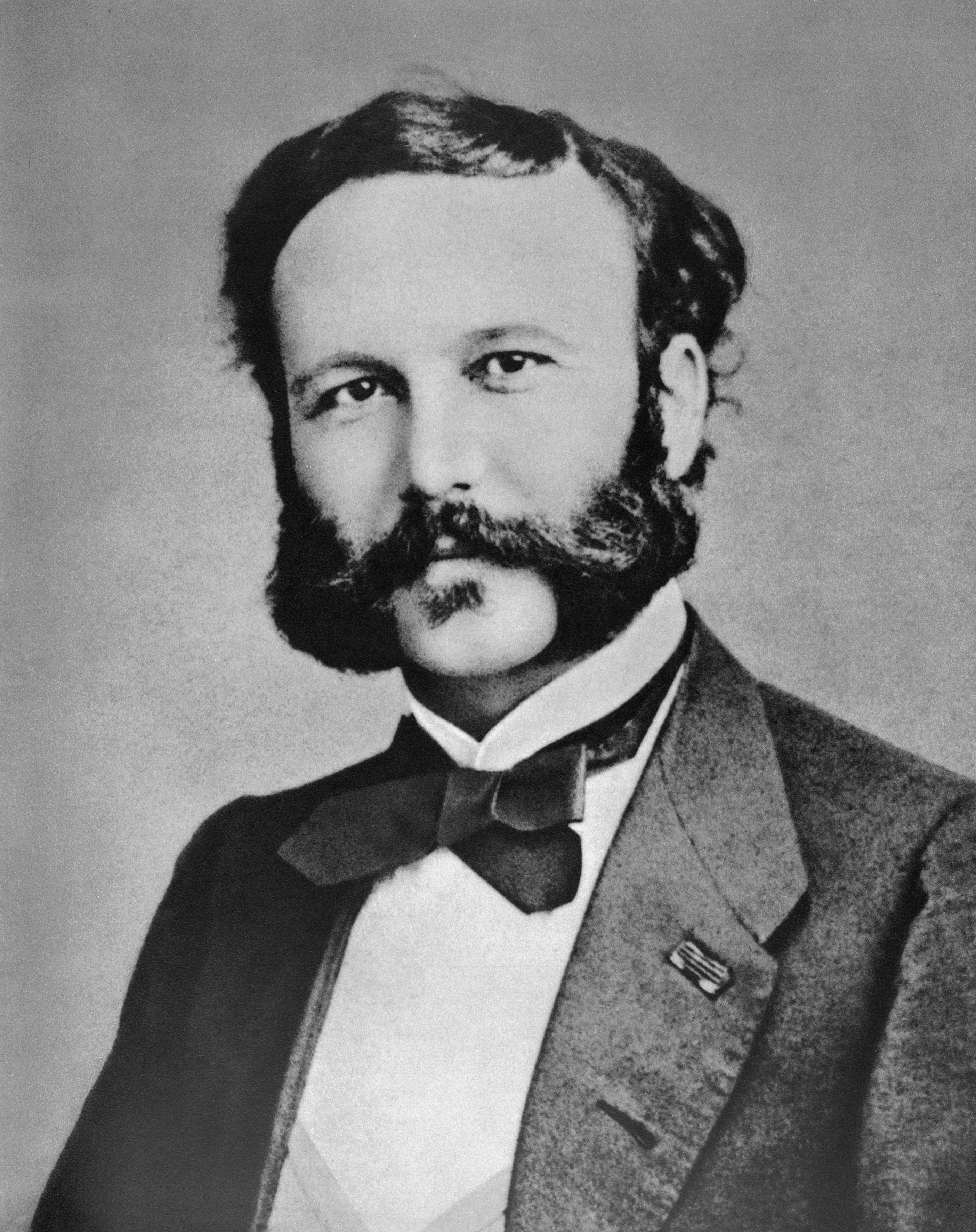
Az ifjú Henri Dunant
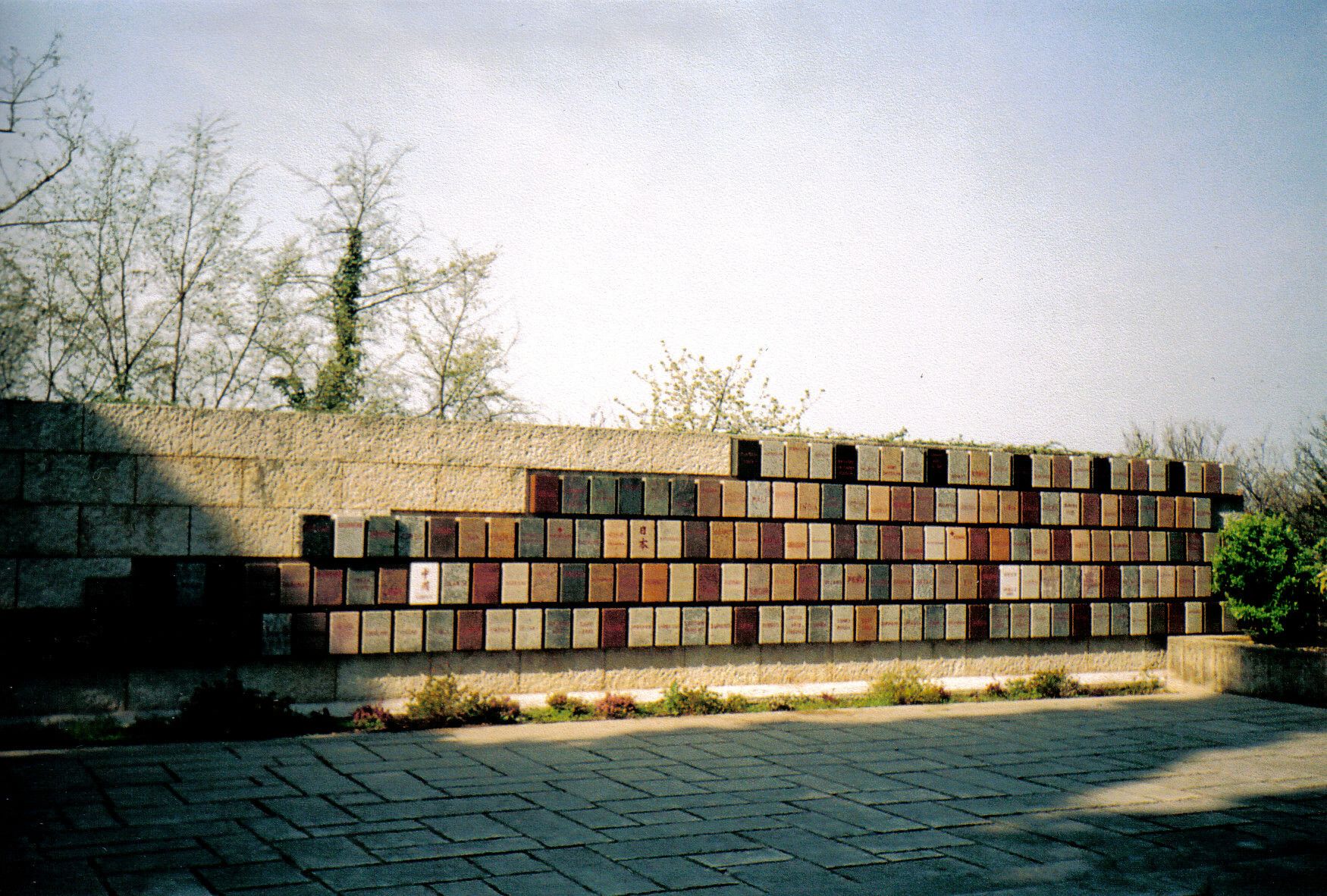
A Vöröskereszt emlékfala Solferinóban.
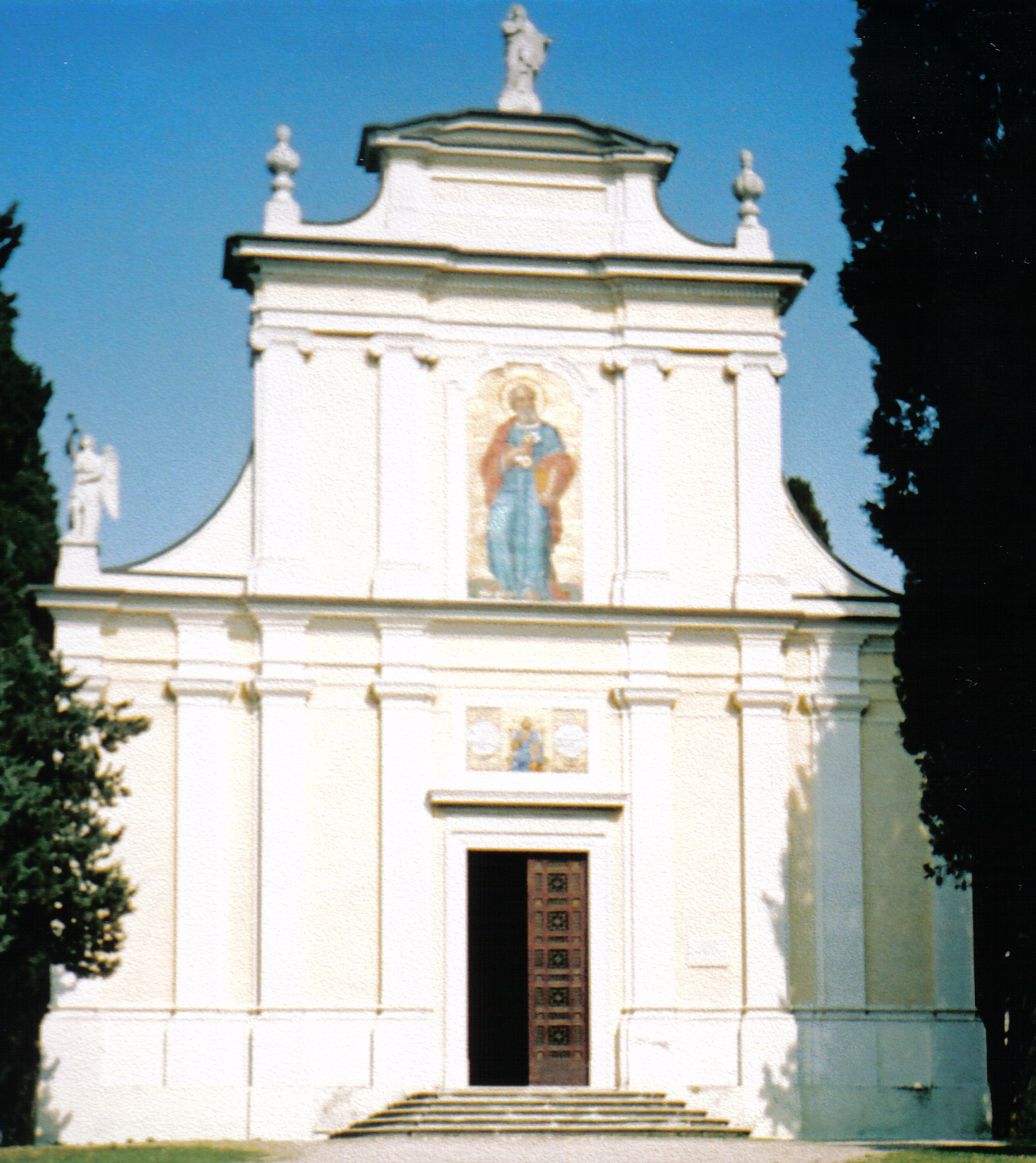
Halotti kápolna (osszárium) Solferinóban.

## A háború további politikai következményei
A zürichi békeszerződésbe foglalt birodalmi területek elcsatolásán túl az Osztrák Császárságnak további jelentős presztízsveszteségeket is el kellett szenvednie. Az itáliai fejedelemségekben másfél éven belül megdöntötték a Habsburg uralkodók hatalmát. Firenzében már a háború kezdetén, április 27-én népfelkelés tört ki, a városházára kitűzték az olasz trikolórt, II. Lipót toszkánai nagyherceg Bolognába távozott, majd július 21-én le is mondott. 1860. március 26-án a Toszkánai Nagyhercegség hivatalosan is csatlakozott a Szárd–Piemonti Királysághoz. Modena és Reggio hercegségeit a háború során II. Viktor Emánuel csapatai foglalták el. V. Ferenc modenai herceg mint Ausztria szövetségese a hozzá hű egységekkel (Brigata Estense) Mantovába húzódott. A villafrancai fegyverszünet és a zürichi békeszerződés kimondta ugyan a Habsburg–Estei hercegi ház uralmának helyreállítását, de Viktor Emánuel – III. Napóleon jóváhagyásával – 1859 novemberében népszavazást rendelt el, ahol az elszakadás elsöprő többséget kapott. Erre hivatkozva a Viktor Emánuel a saját királyságához csatolta ezeket a hercegségeket. 1860 augusztusában II. Viktor Emánuelt kikiáltották az egyesült Olasz Királyság uralkodójának, királyságába beolvasztották a Modena és Reggio tartományokat is. Az emigrációban élő V. Ferenc hivatalosan tiltakozott a hódítók „agressziója” ellen, de eredménytelenül.
Két éven belül a Bourbon-ház itáliai hatalmát is megdöntötték. A háború során Parmát szárd–piemonti csapatok szállták meg, a Louise Marie régens-hercegné gyermekeivel együtt Svájcba, majd az Osztrák Császárságba menekült, a Parmai Hercegséget 1860-ban a Szárd–Piemonti Királysághoz csatolták. A Nápoly–Szicíliai Királyságot Franciaország és Anglia már 1856-ban sorsára hagyta, kormányával megszakították diplomáciai kapcsolataikat, a Bourbon-ház csak Ausztria támogatásával tudta magát ideig-óráig fenntartani. Az 1859-ben trónra lépett II. Ferencet 1861-ben a Szárd–Piemonti Királyság által támogatott Garibaldi csapatai elüldözték, a Nápoly–Szicíliai Királyság is II. Viktor Emánuel olasz király jogara alá került.
Ausztriában a hadjárat sikertelenségéért Gyulay táborszernagyot tették felelőssé, akit nyugállományba küldtek. Gyulay több ízben igyekezett az ellene felhozott vádakat cáfolni. A sikertelenség okát a Bécsből kapott helytelen parancsokban, illetve saját alvezéreinek tehetetlenségében vélte megtalálni. A solferinói vereség nyomán további 60 tábornokot váltottak le és helyeztek nyugállományba. Az egyetlen helytálló tábornokot, Benedek Lajost táborszernaggyá léptették elő, majd 1860-ban ő lett a császári-királyi haderő vezérkari főnöke. A szárd háború kudarca alapjaiban rengette meg az 1848–49-ben kialakult neoabszolutisztikus kormányzati rendszert, megerősítette az alkotmányos kormányzás híveit.
A nagy győzelmet követő években, évtizedekben Szárd–Piemonti Királyság, majd az örökébe lépő Olasz Királyság – kihasználva a kontinentális nagyhatalmak vetélkedését – sikeresen folytatta a terjeszkedést. Az 1866-ban kitört porosz–osztrák–olasz háborúban Poroszország oldalára állt. Hadseregét és flottáját az osztrákok szétverték ugyan, de Csehországban, a fő hadszíntéren az osztrák haderő döntő vereséget szenvedett a poroszoktól, a Déli Hadsereget (Südarmee) ki kellett vonni Itáliából. A háborút lezáró cormónsi fegyverszüneti szerződésben Ausztriának le kellett mondania Velencéről, Veneto és Friuli (Friaul) tartományokról. A porosz–francia háborút és III. Napóleon bukását kihasználva az olasz csapatok 1870-ben elfoglalták Rómát és megdöntötték a pápai államot. Végül 1918-ban, az első világháborúban, ismét Franciaország szövetségében Olaszország sikeresen megszerezte Ausztriától Dél-Tirolt a Brenner-hágóig, Venezia Giulia (Julisch Venetien) tartományt és Trieszt környékét is.